# Komora rewerberacyjna
Komora rewerberacyjna (łac. reverberare - odbić) - komora odbić, komora pogłosu. Pomieszczenie lub urządzenie służące do badania zjawiska promieniowania elektromagnetycznego oraz wykonywania pomiarów EMC urządzeń elektrycznych lub elektronicznych. Zadaniem komory jest generowanie pogłosu - wielokrotnych odbić fal od jej metalowych ścian w celu całościowego naświetlania badanego obiektu promieniowaniem elektromagnetycznym.
Komory rewerberacyjne wykorzystywane są przy pomiarach kompatybilności elektromagnetycznej:
- wytrzymałości na promieniowanie
- emisji promieniowania
- parametrów jakości ekranowania
- charakterystyki absorberów